# St-Pierre-St-Paul (Aignay-le-Duc)

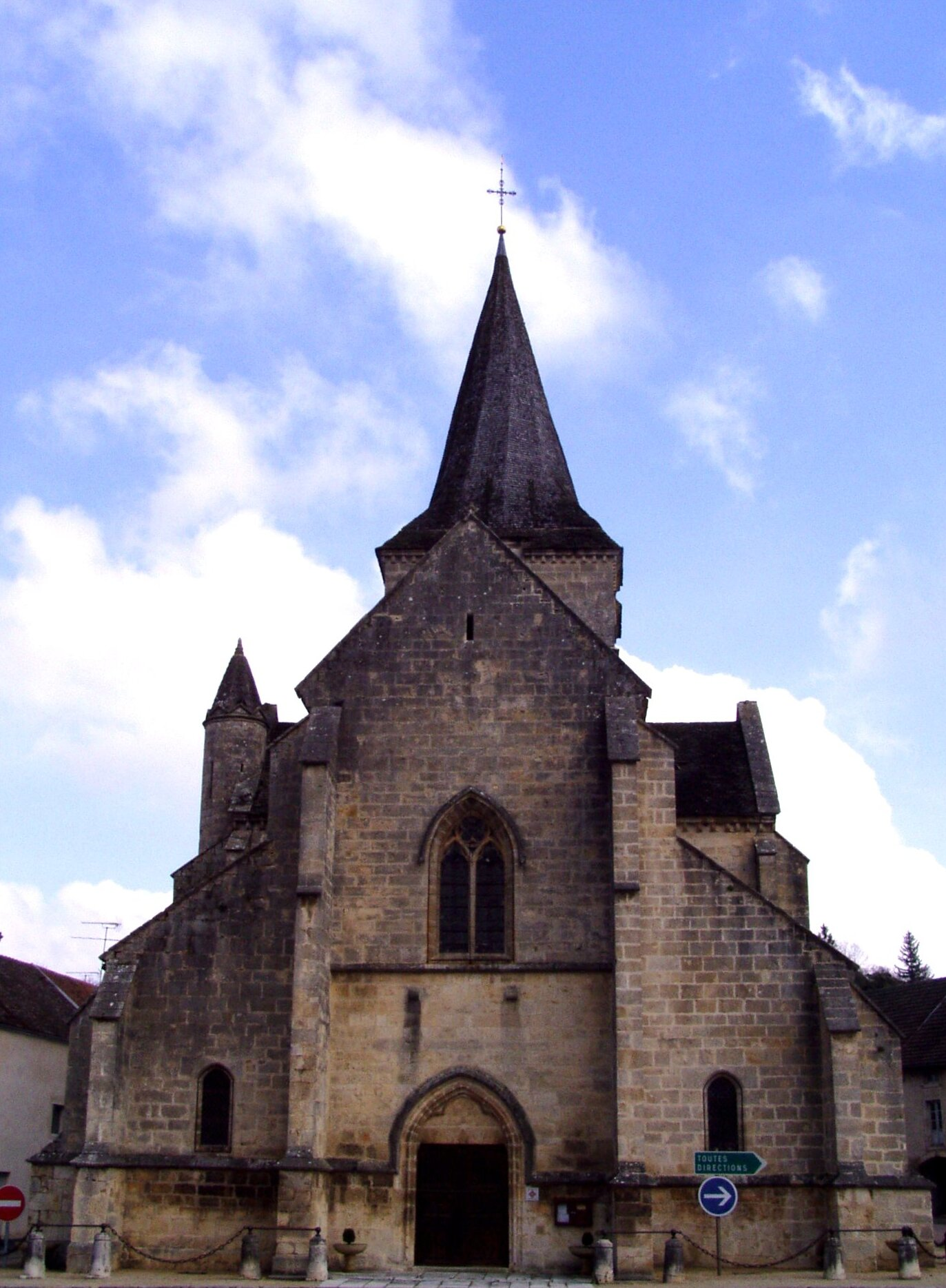
Westfassade

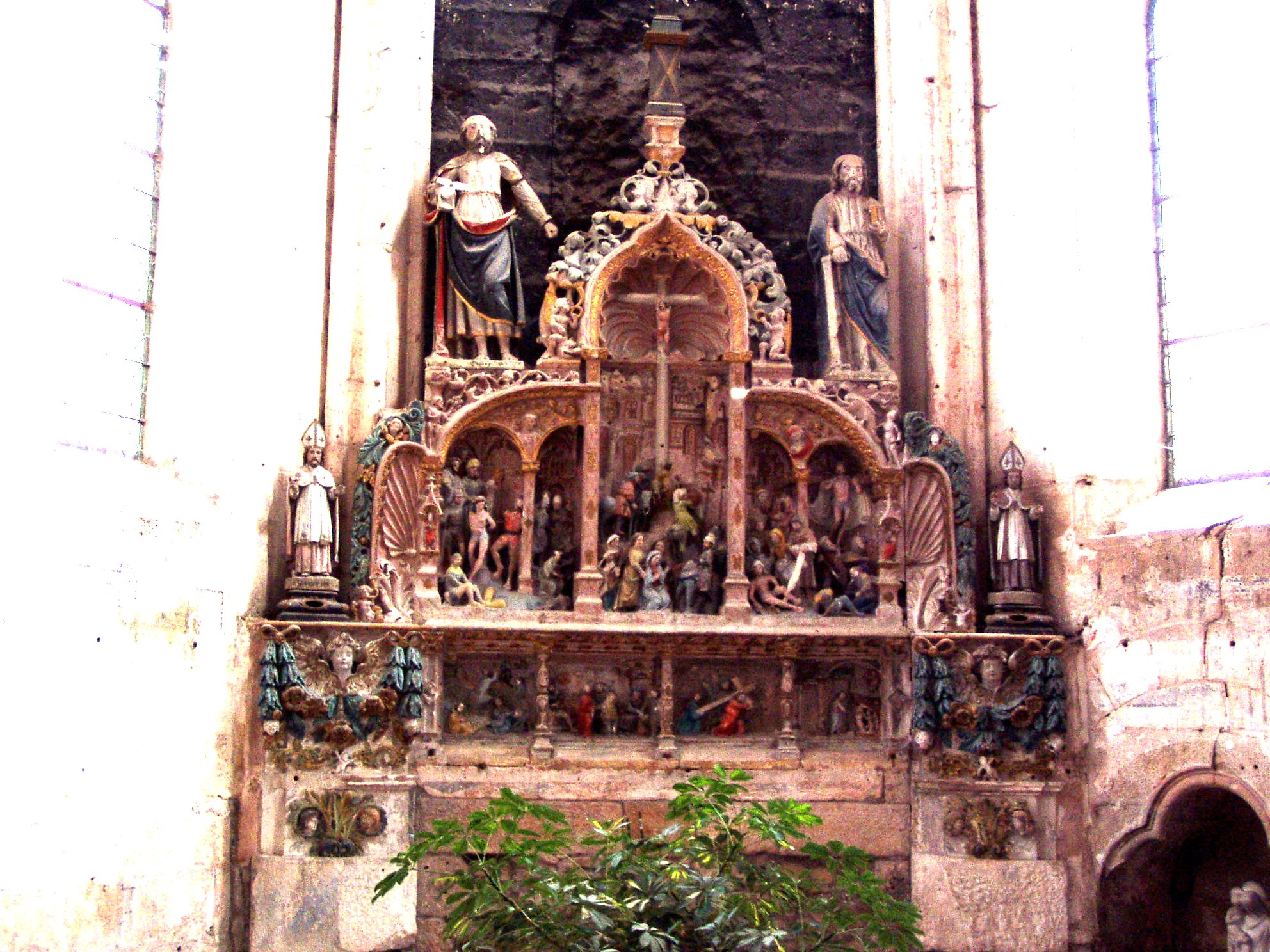
Retabel

Saint-Pierre-Saint-Paul in Aignay-le-Duc (Département Côte-d’Or) ist eine gotische Kirche in Burgund. Die Pfarrkirche wurde um 1260/80 erbaut, wahrscheinlich auf Initiative von Béatrice de Champagne, Herzogin von Burgund. 1862 wurde die Kirche als Monument historique klassifiziert. 

## Beschreibung
Der Bau ist eine dreischiffige kreuzrippengewölbte Basilika mit Querhaus, Vierungsturm und Chor mit 5/8-Schluss (Gesamtlänge: 32 m). Der Wandaufriss von Langhaus und Chor ist zweigeschossig, im dreijochigen Langhaus Rundpfeiler mit Dienstvorlagen, die Hochschiffswände ohne Triforium mit einfachen Lanzettfenstern im Obergaden. Das Chorpolygon ist auf zwei Etagen durchfenstert (ebenfalls Lanzettfenster), an den Querhauswänden je drei Lanzettfenster und eine Rosette. Der Bau ist trotz seiner Schlichtheit qualitativ als hochrangig zu bewerten, zumal uns hier eine nahezu unveränderte, ganz aus einem Guss stammende Kirche des 13. Jahrhunderts überkommen ist.
Das bemerkenswerteste Ausstattungsstück ist ein im Chorhaupt aufgestelltes steinernes Retabel aus dem 2. Viertel des 16. Jahrhunderts mit der Darstellung der Passion Christi.